# Operation Balsam
1941

Versenkung der Force Z 
1942

C –
Ironclad 
1944

Diplomat –
Cockpit –
Transom –
Councillor –
Pedal –
Crimson –
Banquet –
Light –
Millet –
Outflank –

ab 22. Nov. als British Pacific Fleet Robson 
1945

Lentil –
Meridian –
Suffice –
Stacey –
Transport –
Onboard –
Penzance –
Passbook –
Sunfish –
Bishop –
Dukedom –
Mitre –
Irregular –
Balsam –
Bedlam Green –
Collie –
Livery –
Jurist –
Tiderace
Die Operation Balsam waren Fotoaufklärungsflüge und trägergestützte Luftangriffe der britischen Eastern Fleet (East Indies Station) unter dem Kommando von Vizeadmiral Sir Arthur Power während des Pazifikkriegs im Zweiten Weltkrieg. Das Ziel waren die japanischen Stellungen und Einrichtungen in Medan, Lhokseumawe und Binjai an der Nordostküste der Insel Sumatra. Sie sollten der Vorbereitung auf die Operation Zipper dienen.
Dazu wurde in Trincomalee auf Ceylon die Force 63 unter dem Kommando von Konteradmiral Geoffrey Nigel Oliver zusammengestellt. Sie bestand aus dem 21. Flugzeugträgergeschwader mit den Geleitflugzeugträgern Ameer, Stalker und Khedive, dem Leichten Kreuzer Royalist als Flaggschiff, dem Schweren Kreuzer Suffolk und den Zerstörern Rotherham, Roebuck, Redoubt, Racehorse und Relentless als Deckung.
Am 14. Juni 1945 stach die Force 63 von Trincomalee aus in See. Die Royalist und die Zerstörer wurden von den Trägern Ameer und Stalker und dem Kreuzer Suffolk am 16. Juni mit Treibstoff versorgt.
Nachdem die Schiffe im nördlichen Teil der Straße von Malakka Position bezogen hatte, konnten Flugzeuge der 888. Staffel, die von der Ameer gestartet waren, am 18., 19. und 20. Juni erfolgreiche fotografische Aufklärungsflüge über dem Süden der Malaiischen-Halbinsel durchführen. Die Staffel verlor allerdings am 18. Juni eine Hellcat bei einem Unfall während der Landung.
Seafires der 809. Staffel und Hellcats der 804. und 808. Staffel führten am 20. Juni Luftangriffe gegen die Flugplätze in Lhokseumawe, Medan und Binjai durch. Die Start- und Landebahnen in Medan und Binjai wurden mit 500-Pfund-Bomben außer Gefecht gesetzt. Die Briten meldeten nach den Angriffen drei zerstörte japanische Flugzeuge, sieben brennende und wahrscheinlich zerstörte Maschinen sowie neun beschädigte Flugzeuge. Weiterhin waren Flugplatzgebäude, abgestellte Lokomotiven und weiteres rollendes Material beschossen und beschädigt worden. Ebenso konnten zwei Dschunken, von denen eine mit Öl beladen war, vor Medan in Brand gesteckt werden. Die Briten verloren bei der Operation eine Hellcat der 808. Staffel mit ihrem Piloten durch Flugabwehrfeuer über dem Flugplatz Medan.

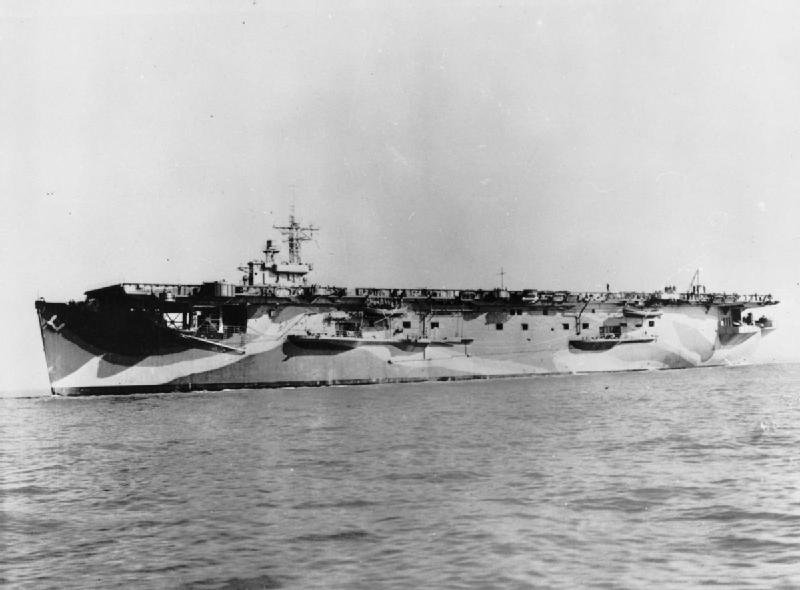
Der Geleitflugzeugträger Stalker

Im Verlauf der gesamten Operation gelang es den Japanern nicht, die Position der Force 63 zu ermitteln. Am Morgen des 21. Juni tankten die Schiffe erneut auf. Danach teilte sich die Force 63 und die Schiffe erreichten bis zum 25. Juni die Häfen in Trincomalee, Vishakhapatnam, Madras und Cochin.